# Всеукраїнський храм-пантеон у пам'ять загиблих героїв у російсько-українській війні (Лішня)
Всеукраїнський храм-пантеон у пам'ять загиблих героїв у російсько-українській війні в Лішні — храм Тернопільської єпархії ПЦУ в селі Лішні Кременецької громади Кременецького району Тернопільської области. Єдиний в Україні храм-пантеон на честь загиблих українських захисників.

## Історія
2014 року в Лішні біля джерела святої Анни збудовано каплицю-пантеон Героїв АТО. 7 серпня 2017 року її освятив архієпископ Тернопільський і Кременецький Нестор.
12 жовтня 2018 року Святійший Патріарх Київський і всієї Руси-України Філарет здійснив освячення розписів святині та меморіальних плит з іменами загиблих військовослужбовців. 11 травня 2019 року родичами загиблих було висаджено Алею пам'яті із 137 червоних дубів.
Від літа 2022 року на місці каплиці тривало будівництво храму-пантеону, який 30 грудня 2023 року освятили митрополит Київський і всієї України Епіфаній. Блаженнійшому співслужили митрополит Луцький і Волинський Михаїл, митрополит Тернопільський і Кременецький Нестор, архієпископ Тернопільський і Бучацький Тихон, єпископ Тернопільський і Теребовлянський Павло, єпископ Хмельницький і Кам'янець-Подільський Павло та настоятель храму о. Андрій Любунь.
Щорічно відбувається Всеукраїнська проща для родин загиблих українських військовослужбовців.

## Настоятелі
- о. Андрій Любунь (від 2014)[5].